# Ландолфи, Эжидио
Эжи́дио Ландолфи (порт.-браз. Egídio (Egydio) Landolfi; 30 января 1928, Кампанариу, Лагуна-Карапан, Мату-Гросу-ду-Сул — 1998), также известный как Парагвайо (порт.-браз. Paraguaio) — бразильский футболист, правый нападающий.

## Карьера
О первых годах карьеры Ландолфи ничего не известно. С 1944 по 1945 год он играл за парагвайский клуб «Олимпия». В 1945 году игрок клуба «Ботафого» Элено де Фрейтас получил письмо от своего двоюродного брата Алдо де Фрейтаса, который работал секретарём бразильского посольства в Парагвае. Тот настоятельно рекомендовал Элено правого нападающего «Олимпии» Ландолфи, который, к тому же, был урождённым бразильцем. С 1946 года Ландолфи начал играть за «Ботафого», где и получил прозвище «Парагвайо». В 1948 году форвард помог своему клубу выиграть чемпионат Лиги Кариоки, первый за 13 лет. Более того, в решающем матче с «Васко да Гамой» Парагвайо открыл счёт, а его команда победила со счётом 3:1. Форвард играл за клуб на протяжении 8 сезонов, после чего перешёл во «Флуминенсе». Ландолфи там играл 2 сезона, проведя 26 матчей (13 побед, 5 ничьих и 8 поражений) и забил 8 голов. Затем форвард играл за «Португезу Деспортос», после чего возвратился во «Флу», где сыграл ещё три встречи (по одной победе, одной ничьей и одному поражению) и забил гол. Последний матч за «Трёхцветных» Парагвайо сыграл 14 декабря 1955 года с «Гойтаказом». Затем он выступал за «Америку», где завершил карьеру в 1958 году.
После завершения игровой карьеры, Парагвайо работал тренером. Он 4 раза становился главным тренером «Ботафого». В 1971 году клуб под его руководством мог выиграть титул чемпиона Лиги Кариока. Но в решающей встрече проиграл со счётом 0:1 «Флуминенсе». При этом гол, забитый «Флу», игроки «Глориосу» оспаривали, как забитый с нарушением правил. а после матча заявляли, что арбитр ошибся. Также Ландолфи пять раз возглавлял парагвайскую команду «Серро Портеньо». Он привёл в команду молодого игрока Сатурнино Арруа, которого сразу поставил в стартовый состав. Этот футболист позже стал одним из игроков основы сборной страны. В 1977 году он был тренером «Олимпии»

## Достижения
- Чемпион Лиги Кариоки: 1948
- Чемпион штата Сан-Паулу: 1941